# Johannes Schleeter
Johannes Schleeter OFM (falecido a 29 de Maio de 1457) foi um prelado católico romano que serviu como bispo auxiliar de Colónia (1434–1457).

## Biografia
Johannes Schleeter nasceu em Dortmund, na Alemanha, e foi ordenado sacerdote na Ordem dos Frades Menores. No dia 24 de Outubro de 1434, durante o papado de Eugénio IV, foi nomeado Bispo Titular de Venecompensis e Bispo Auxiliar de Colónia, onde serviu até à sua morte a 29 de Maio de 1457.